# Баочача

Баочача́ (Вайли bca') — дакчха одной из двухсот инициалей тибетского языка, одна из четырёх инициалей с буквой «ча» . В тибетском словаре слова, начинающиеся на баочача, располагаются в букве «ча», между инициалями гаочача и лачатача.
Произношение — ча.

## Примеры слов на баочача
- Чу — десять (bcu.). «Баочача чажабкьючу».
- Чу — сок (bcud.). «Баочача чажабкьючудачу».
- Чингтроль — освобождение (bcings.bkrol.)
- Чём — успех, победа.
- Чёмдэндэ — Бхагаван Будда.
- Тибетско-русский словарь Рерих Ю. Н. (Баочача — 3 том, стр.34-46)

## Дополнение
- Тибетско-русская практическая транскрипция